# أليكس دي. لينتس
أليكس دي. لينتس (بالإنجليزية: Alex D. Linz)‏ هو منتج أفلام ومخرج وممثل أمريكي، ولد في 3 يناير 1989 بلوس أنجلوس في الولايات المتحدة.

## أعمال

### أفلام
- (1996) رجل السلك[3]
- (1996) يوم جيد[4]
- (1997) وحيد في المنزل 3[5][6]
- (1999) طرزان[7][8][9]
- (2002) التنين الأحمر[10][11]

## وصلات خارجية
- أليكس دي. لينتس على موقع IMDb (الإنجليزية)
- أليكس دي. لينتس على موقع ميتاكريتيك (الإنجليزية)
- أليكس دي. لينتس على موقع روتن توميتوز (الإنجليزية)
- أليكس دي. لينتس على موقع ألو سيني (الفرنسية)
- أليكس دي. لينتس على موقع أول موفي (الإنجليزية)
- أليكس دي. لينتس على موقع قاعدة بيانات الأفلام السويدية (السويدية)
- أليكس دي. لينتس على موقع إن إن دي بي (الإنجليزية)
- أليكس دي. لينتس على موقع قاعدة بيانات الفيلم (الإنجليزية)
- أليكس دي. لينتس على موقع كينوبويسك (الروسية)